# Giani Zail Singh
Pour les articles homonymes, voir Singh.
Giani Zail Singh, 5 mai 1916 et mort le 25 décembre 1994 à Chandigarh, est un homme d'État indien. Il est le président de l'Inde du 25 juillet 1982 au 25 juillet 1987 et le premier Sikh à accéder à ce poste.

## Biographie
Sa présidence est marquée par le massacre du Temple d'Or, opération militaire indienne contre les Sikhs séparatistes, résultant en l'assassinat du Premier ministre Indira Gandhi en 1984, et les émeutes anti-sikh dans le nord de l'Inde lors de la même année.
Le 29 novembre 1994, il est blessé dans un sérieux accident de voiture dans le village de Kiratpur dans le district de Rupnagar (État indien du Pendjab) et meurt de ses blessures quelques semaines plus tard, le 25 décembre. Il est incinéré au mémorial Raj Ghat près de Old Delhi.